# Monte Devol

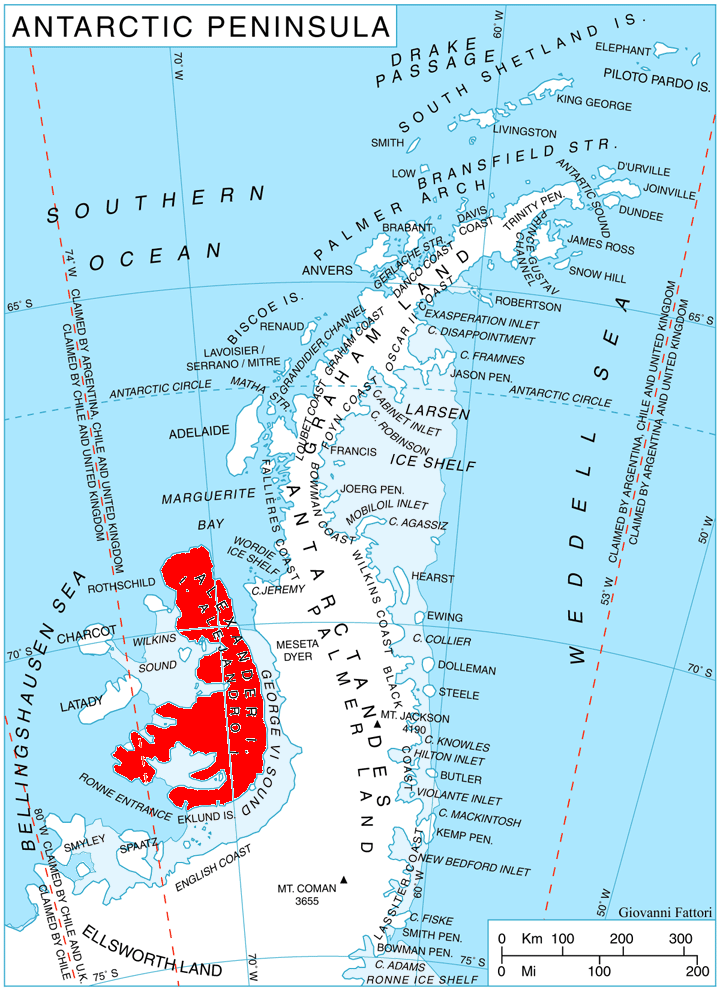
Localização da Ilha Alexander na região da Península Antártica

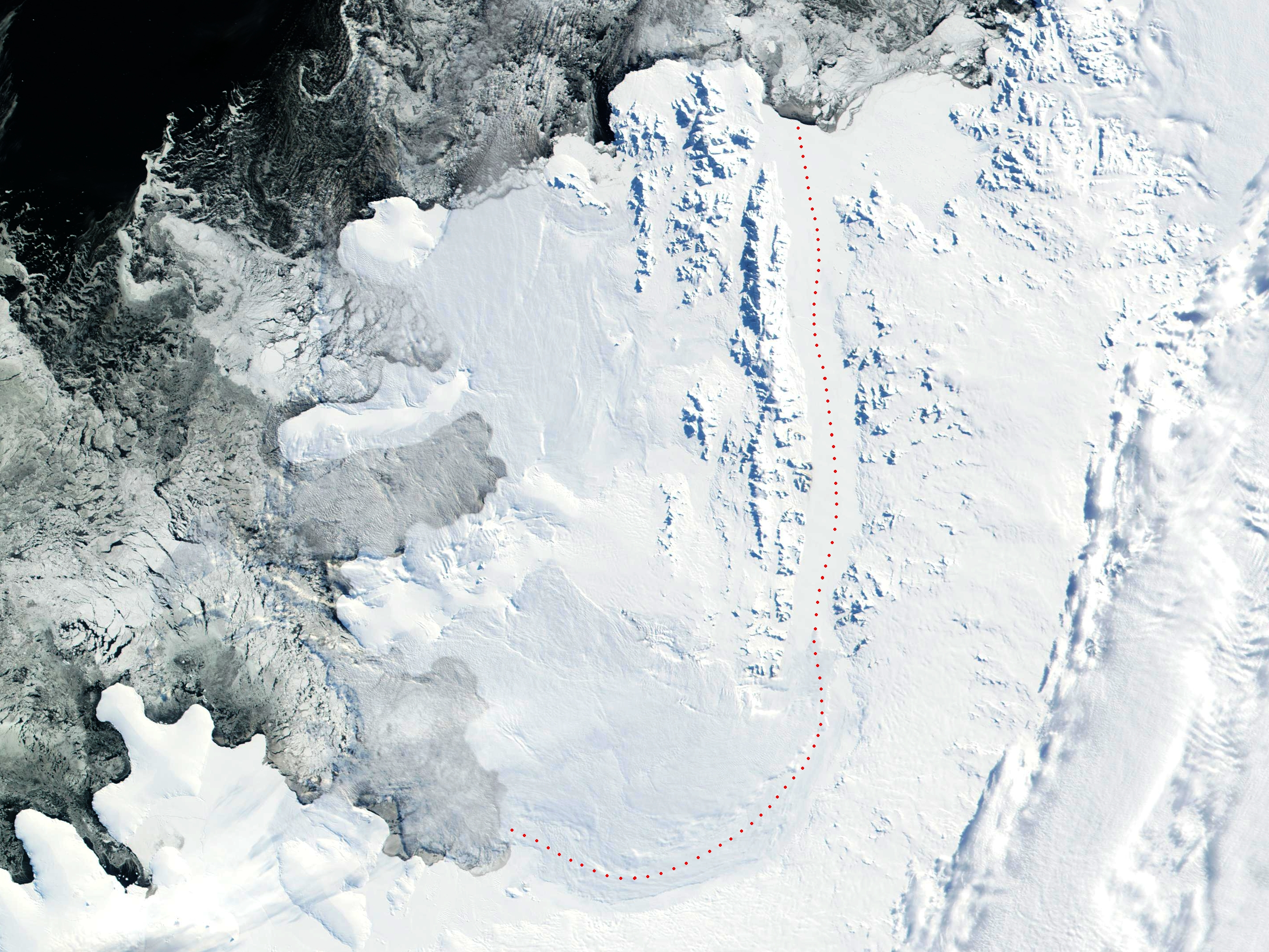
Imagem de satélite da Ilha Alexander

Monte Devol ( em búlgaro:  връх Девол , IPA:) é a montanha coberta de gelo que aumenta para 1700 m nas Montanhas Lassus, Alexander Island do norte na Antártica . Supera Nichols Snowfield ao leste e a Geleira Narechen ao oeste. O recurso recebeu o nome da cidade e região de Devol, no sudoeste medieval da Bulgária.

## Localização
A montanha está localizada no 69° 35′ 08″ S, 71° 29′ 15″ O   , que é 10,24   km ao sul de East Wilbye, 8,7   km ao sudoeste de Mount Kliment Ohridski em Sofia University Mountains, 8,77   km a oeste de Rachenitsa Nunatak, 2.7   km ao norte a oeste do pico Moriseni e 9,5 km   km a leste por norte de Faulkner Nunatak .

## Mapas
- Território Antártico Britânico. Mapa topográfico da escala 1: 200000. DOS 610 - W 69 70. Tolworth, Reino Unido, 1971
- Banco de dados digital antártico (ADD). Escala 1: 250000 mapa topográfico da Antártica. Comitê Científico de Pesquisa Antártica (SCAR). Desde 1993, regularmente atualizado e atualizado